# Westasienspiele
Die Westasienspiele (englisch West Asian Games, kurz WAG) waren von 1997 bis 2005 dreimal ausgetragene sportliche Wettkämpfe westasiatischer Staaten.

## Austragungsorte
| Jahr | Nr. | Ort            | Datum                     |
| ---- | --- | -------------- | ------------------------- |
| 1997 | I   | Iran, Teheran  | 19. bis 28. November 1997 |
| 2002 | II  | Kuwait, Kuwait | 3. bis 12. April 2002     |
| 2005 | III | Katar, Doha    | 1. bis 10. Dezember 2005  |

## Sportarten
- Badminton
- Basketball
- Boxen
- Bowling
- Fechten
- Fußball
- Gewichtheben
- Handball
- Judo
- Karate
- Leichtathletik
- Ringen
- Schießen
- Squash
- Tennis
- Tischtennis
- Turnen
- Volleyball
- Wassersport

## Medaillenspiegel
| Rang  | Land                         | Gold | Silber | Bronze | Gesamt |
| ----- | ---------------------------- | ---- | ------ | ------ | ------ |
| 1     | Iran                         | 92   | 73     | 88     | 253    |
| 2     | Kuwait                       | 71   | 59     | 56     | 186    |
| 3     | Syrien                       | 44   | 46     | 49     | 139    |
| 4     | Katar                        | 37   | 33     | 33     | 103    |
| 5     | Kirgisistan                  | 26   | 15     | 16     | 57     |
| 6     | Saudi-Arabien                | 15   | 16     | 20     | 51     |
| 7     | Jordanien                    | 7    | 17     | 20     | 44     |
| 8     | Vereinigte Arabische Emirate | 7    | 10     | 11     | 28     |
| 9     | Libanon                      | 7    | 9      | 10     | 26     |
| 10    | Turkmenistan                 | 5    | 13     | 30     | 48     |
| 11    | Tadschikistan                | 3    | 11     | 19     | 33     |
| 12    | Bahrain                      | 3    | 2      | 4      | 9      |
| 13    | Jemen                        | 3    | 1      | 3      | 7      |
| 14    | Irak                         | 2    | 1      | 7      | 10     |
| 15    | Oman                         | 0    | 5      | 6      | 11     |
| Total | Total                        | 322  | 311    | 372    | 1005   |